# Casa Carles Ramon
La Casa Carles Ramon és un edifici situat a la Via Laietana, 44 i al carrer de Sant Pere Més Baix, 2-4 de Barcelona, catalogat com a bé amb elements d'interès (categoria C).

## Història
Va ser projectat el 1932 per l'arquitecte Antoni Millàs i Figuerola.

## Descripció
Consta de planta baixa i set pisos, el darrer en forma de mansarda. La composició de les façanes es fa segons eixos verticals d'obertures, que són balcons individuals, llevat dels de la cantonada, on és seguit. Els dels pisos segon i sisè tenen balustrades i la resta baranes metàl·liques.
El parament és d'estuc llis, que es transforma a la cantonada en franges horitzontals.